# Bayer József (színháztörténész)
Bayer József (Baja, 1851. november 13. – Budapest, 1919. december 14.) színháztörténész, a Magyar Tudományos Akadémia levelező (1899), majd rendes (1911) tagja.

## Életpályája
Tanulmányait a helyi Királyi Katolikus Állami Főgimnáziumban végezte. Kitűnő minősítéssel érettségizett 1870. július 11-én és július 12-én.
Beiratkozott a pesti egyetem bölcsészkarára földrajz, történelem szakra, apja ezért megvonta tőle a támogatást, így nehéz körülmények között tanult. A tanári oklevelet 1874-ben kapta meg. A soproni Csöndes-féle magánintézetben is tanított egy évet 1876-ban. Azért, hogy Pesten maradhasson, 1877-ben elvállalt a budapesti tankerületi főigazgatóságon egy írnoki állást. Itt fogalmazói és irodai munkát végzett. Már 39 éves volt (1890), amikor kinevezték tanárnak a Markó-utcai főgimnáziumba. Itt tanított nyugdíjazásáig, 1912-ig.
1883-ban bekerült egy neves képzőművészekből álló társaságba, amelynek tagjai voltak Greguss János, Lotz Károly, Mészöly Géza, Strobl Alajos, Székely Bertalan, Than Mór és mások. Képzőművészeti érdeklődését tanulmányai bizonyítják, de továbbra is írta recenzióit és történeti tárgyú tárcáit. Az Egyetértés című napilap tudósítója volt 1881-1884 között.
Érdeklődése a színháztörténet felé fordult, kutatni és gyűjteni kezdett. A Kisfaludy Társaság pályázatot hirdetett a magyar színészet történetének megírására 1884. november 30-ai határidővel. Erre a rövid idő miatt mindössze két jeligés pályamű érkezett. Az egyik az övé volt. Meghosszabbították a határidőt egy évvel, hogy a pályázók kiegészíthessék pályaműveiket. A Kisfaludy Társaság 1886. február 3-án tartott ülésén döntött, és 200 arannyal jutalmazta Bayer hatalmas monográfiáját, A Nemzeti Játékszín történetét. Ez a mű még ma is alapvető fontosságú. Az első tudományos igénnyel megírt színháztörténet. A legrégibb időktől 1837-ig beszéli el a színháztörténeti eseményeket. Két kötetben jelent meg a munka 1887-ben, ezzel a tudományos élet élvonalába került. Az elnyert pályadíj is a legjobbkor jött számára, mert szülei tönkrementek Baján. Felköltöztek fiuk Városmajor utcai lakásába, Bayer Józsefnek  kellett eltartania őket.
1888. január 25-én a Kisfaludy Társaság első tagja lett. Gazdag adatanyagot nyújtó munkássága felöleli a magyar játékszín és magyar dráma történetét és kiterjed annak világirodalmi kapcsolataira is. Számos cikkben foglalkozott a magyar képzőművészet történetével. Kiadta a 18. századi magyarországi pálos iskoladrámákat, Balog István Lúdas Matyiját, Déryné Széppataki Róza naplóját 1. teljes kiadásban, Szigligeti Ede válogatott színműveit, Katona József válogatott munkáit, Szigeti József drámáit. Szerkesztette a Magyar Shakespeare Tár I-IV. kötetét. Több színésztörténeti kéziratot és ritka nyomtatványt tartalmazó könyvtárának zöme a pécsi egyetemi könyvtárba került.
Érdeklődése a Shakespeare-drámák magyarországi szerepe felé fordult. Mintegy tízéves tevékenységének eredményeként 1909-ben két kötetben kiadták harmadik főművét, a Shakespeare drámái hazánkban című monográfiát. Ezzel, és a javaslatára megindított Magyar Shakespeare Tár című negyedévenként megjelenő folyóirattal - amelynek kezdetben szerkesztője volt - elindította a magyar Shakespeare-kutatást. A Magyar Tudományos Akadémia 1899-ben levelező tagjává választotta. Székfoglaló előadását A Nemzeti Játékszín, mint közügy témában tartotta.
Érdeklődésének továbbra is területe maradt a magyar képzőművészet és annak története. Az 1902-ben Lyka Károly szerkesztésében beinduló Művészet című szecessziós folyóirat lelkes munkatársává vált, gondosan kutatva a régi magyar képzőművészek életrajzi adatait. Ezáltal a művészettörténeti irodalom is sokat köszönhetett munkásságának.
Nevéhez fűződik több drámagyűjtemény, így Pálos iskoladrámák, Egy magyar Eszther-dráma, valamint Szigligeti Ede, Katona József, Szigeti József színműveinek és Déryné naplójának teljes kiadása.
A Magyar Tudományos Akadémia 1911-ben választotta rendes tagjai közé. Székfoglaló előadását Schiller drámái hazánkban címmel tartotta meg. A budapesti tudományegyetem 1912-ben tiszteletbeli doktorává választotta. Az erről szóló díszoklevél átnyújtásakor a dékán beszédét ezzel kezdte: "Az oklevelet átnyújtom abban a meggyőződésben, hogy amióta a budapesti Tudományegyetem fennáll, ez a kitüntetés nem ért még olyan férfiút, aki akkora tudást oly ritka szerénységgel párosított volna, mint amily tudás és szerénység egyesül Önben." Ekkor már 61 éves volt, és szülei halála után egyedül élt Török utcai lakásában. Petróleumlámpa világánál dolgozott, mert nem engedte sem a gáz-, sem a villanyvilágítás bevezetését, nehogy könyvekkel zsúfolt lakásának általa kialakított rendje felboruljon. Nagyobb munkába már nem fogott, mértéktelenül dohányozva itt írta cikkeit. Naplót is vezetett a világháborúról, 1918 végéig hatvannál több iskolai füzetet teleírt háborús eseményekkel.
A Staud Géza által összeállított bibliográfia 1873-1917 között 258 megjelent munkáját sorolja fel, amelyek saját nevén, álnevein, vagy szignóval jelentek meg. Legtöbbje tanügyi, művészeti, színésztörténeti és kritikai témájú volt. Utolsó munkája valószínűleg cím nélküli tanulmánya volt, amelyet Kelemen László emlékezéseiről írt. Műve csak 1961-ben került kiadásra.
Házvezetőnője 1919. december 12-én holtan találta. Sok ritkaságot rejtő hatalmas könyvtár (hétezer kötet) és kéziratos hagyaték maradt utána. Eredetileg szülővárosának szánta könyvtárát, azt szerette volna, ha ez a tematikus gyűjtemény együtt marad. A nála járt bajai küldöttségnek ki is jelentette, hogy könyvtárát és kultúrtörténeti gyűjteményét, festményeit (amelyek között néhány Lotz-kép is volt) a városra hagyja, de akadémikus társai erről bizonyára lebeszélték, így milliós értékű gyűjteménye szétszóródott. Könyveit beolvasztották a Pécsi Egyetemi Könyvtár állományába. Kéziratos hagyatékának kisebb része a Tudományos Akadémia és a Széchényi Könyvtár irattárába került, a nagyobbik részt testvére, Haltenberg Mihályné 1947-ben ajándékozta a Széchényi Könyvtárnak.
Baja városa 1913. június 28-án megtartott közgyűlésén munkásságának elismeréseként - "mellyel fényt sugárzott szülővárosára is" - díszpolgárává választotta. A kitüntetést távirati úton köszönte meg, és egyúttal 100 koronát küldött a bajai szegényház lakóinak.
Bayer József zárkózott, szófukar tudós volt, aki - a pozitivizmus tudománytörténeti irányzatának szellemében - elősegítette, hogy a magyar színháztörténet mint tudomány megszülessen. Első tudományos rendszerezője a magyar színjáték kiterjedt világirodalmi kapcsolatainak. Töretlen úton haladva egy személyben gyűjtő, kutató és feldolgozó volt. Munkásságára jellemző az adatok megbízhatósága és a széles körű anyagismeret. Az általa megkezdett úttal lerakta a további kutatások alapjait. Jól jellemzi munkásságát ex librise, melyet Tahy Antal készített. Olyan embert ábrázol, aki egyik kezével ásójára támaszkodik, a másik kezével felemeli a görög drámák tragikus álarcát, a színészet szimbólumát, amit a földből kiásott.

## Művei
- A nemzeti játékszín története (1887)
- A magyar drámairodalom története 1867-ig (1897)
- Pálos iskola-drámák a XVIII. évszázból, Kiadta Bayer József. (1897)
- Nemzeti játékszín mint közügy (1900)
- Déryné (1900)
- Egy magyar Eszther-dráma (1904)
- Shakespeare drámái hazánkban (1909)
- Schiller drámái a régi magyar színpadon és irodalmunkban (1912)